# Jezikoslovni zapiski
Jezikoslovni zapiski (JZ) (COBISS) so glasilo Inštituta za slovenski jezik Frana Ramovša ZRC SAZU in slovenska znanstvena jezikoslovna revija. 
Revija objavlja razprave in članke raziskovalcev slovenskega in drugih slovanskih jezikov (večinoma v slovenščini, pa tudi v drugih slovanskih jezikih), in sicer s področja slovaropisja, leksikologije, dialektologije, jezikovne zgodovine, etimologije, imenoslovja in terminologije. V njej so predstavljeni tudi ocene knjig in poročila s kongresov. Sprva so v reviji objavljali samo delavci Inštituta za slovenski jezik Frana Ramovša, avtorska sestava pa je kmalu začela postajati čedalje bolj vseslovenska in tudi slovanska. 
Edina številka prvega letnika, ki jo je uredil Jakob Müller s sodelovanjem Petra Weissa, je izšla leta 1991, redno pa revija izhaja od leta 1995, ko jo je začel urejati Janez Keber. Od vključno letnika 7 (2001) izhajata po dve številki letno (letniki 7, 13 in 15 so izšli kot dvojna številka). Do decembra 2008 je bilo v 14 letnikih na 4635 straneh objavljenih 361 prispevkov, ki jih je napisalo 105 sodelavcev. Jezikoslovne zapiske od leta 2009, torej od letnika 15, naprej ureja Peter Weiss.